# Japão nos Jogos Olímpicos de Verão de 1976
O Japão competiu nos Jogos Olímpicos de Verão de 1976, realizados em Montreal, Canadá.